# Антоніо Орсіні
Антоніо Орсіні (італ. Antonio Orsini; 1788 — 1870) — італійський натураліст та фармацевт.

## Біографія
Антоніо Орсіні народився 1788 року з заможної сім'ї. Невдовзі помер його батько. Антоніо виховував дядько, який був фармацевтом. Змалку він цікавився природничими науками. Вів вчився у Болонському університеті. Під час навчання зібрав великий гербарій. Згодом, Антоніо Орсіні, захопився зоологією. Зібрав колекцію молюсків та комах. Він також зацікавився вивченням палеонтології.

## Вшанування
На честь Орсіні названі види тварин:
- Vipera ursinii
- Crocus orsini
- Dipsacus orsini
- Frittillaria orsiniana
- Malcomia orsiniana
- Malva orsiniana
- Orsinia camphorata